# Червоний Кшиж (Підляське воєводство)
Червоний Кшиж (пол. Czerwony Krzyż) — село в Польщі, у гміні Краснополь Сейненського повіту Підляського воєводства.
Населення — 16 осіб (2011).
У 1975-1998 роках село належало до Сувальського воєводства.

## Демографія
Демографічна структура станом на 31 березня 2011 року:
|          | Загалом | Допрацездатний вік | Працездатний вік | Постпрацездатний вік |
| -------- | ------- | ------------------ | ---------------- | -------------------- |
| Чоловіки | 10      | 0                  | 8                | 2                    |
| Жінки    | 6       | 0                  | 3                | 3                    |
| Разом    | 16      | 0                  | 11               | 5                    |